# Annapurna
Pour les articles homonymes, voir Annapurna (homonymie).
L'Annapurna est un massif de montagnes de l'Himalaya au Népal, comprenant six principaux sommets dont le plus haut, l'Annapurna I, culmine à 8 091 mètres, ce qui en fait le dixième plus haut sommet du monde.

## Toponymie
Annapūrṇa, en écriture devanagari अन्नपूर्णा, est un toponyme sanskrit, népalais et nepalbhasha composé des termes anna, « nourriture », et pūrṇa, « mère » ; Annapūrṇa signifie donc « mère de la nourriture », « mère nourricière », « mère de la plénitude ».
Le nom de la montagne est aussi associé à la déesse Parvati, la « femme de la montagne ».

## Géographie

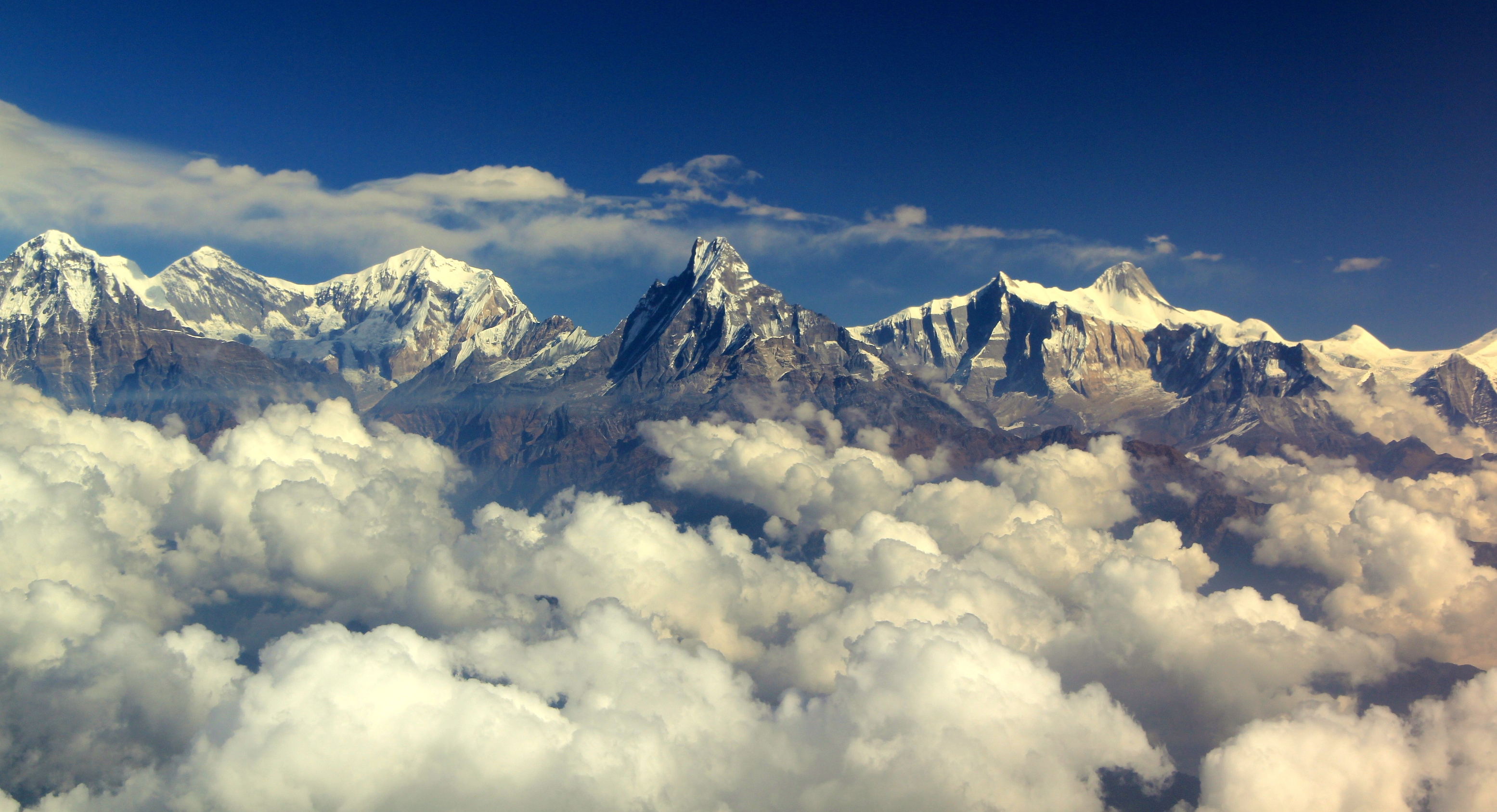
L'Annapurna Sud, le Gangapurna, l'Annapurna III, le Machapuchare, l'Annapurna IV et l'Annapurna II.

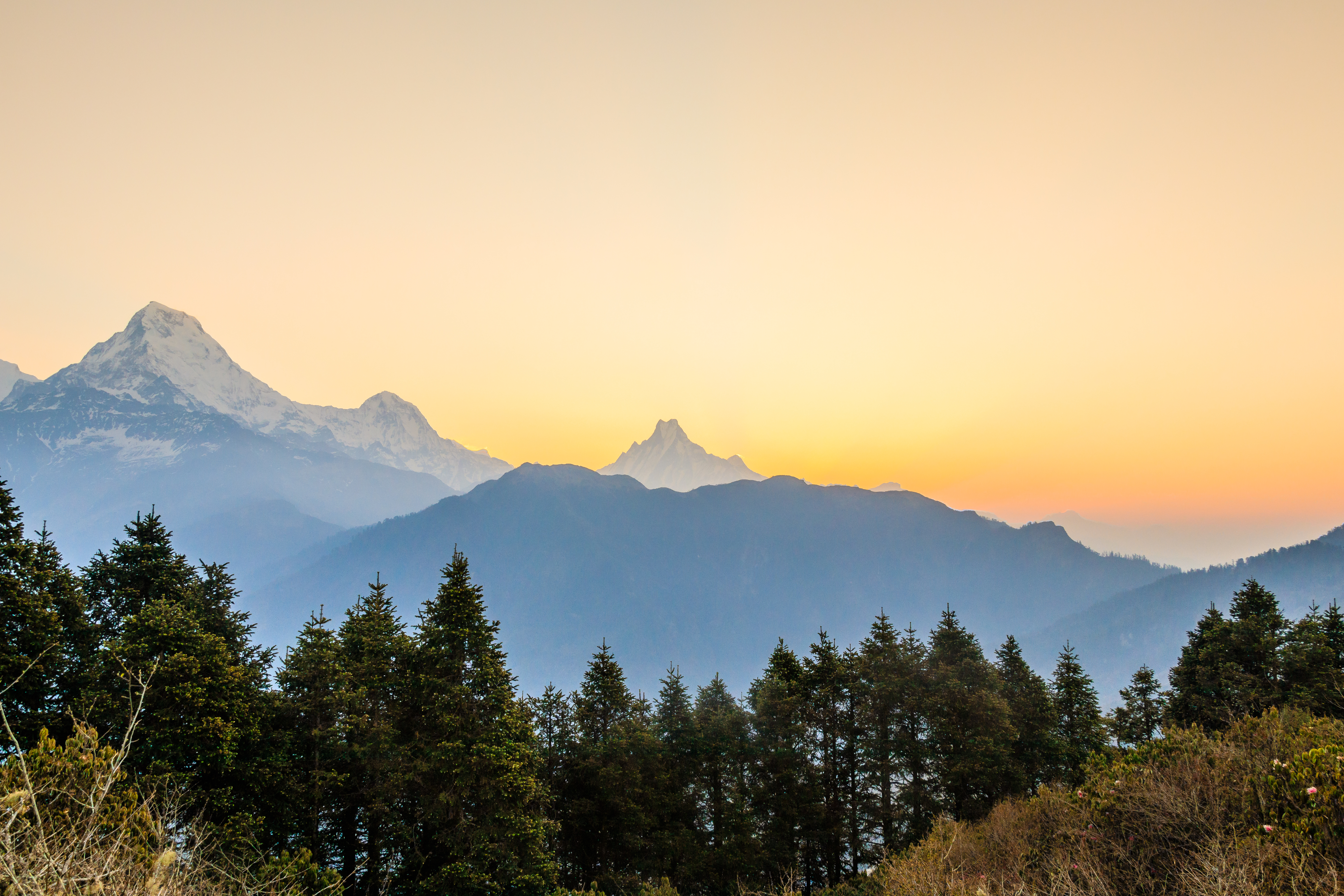
L'Annapurna sud.

Animation représentant l'Annapurna en trois dimensions.

L'Annapurna se trouve dans le centre de l'Himalaya et du Népal, au nord-ouest de Katmandou, entre le Dhaulagiri à l'ouest et le Manaslu à l'est, au sud du Mustang. Il est délimité au nord et à l'est par le col Thorong et les vallées de la Thorong Khola et de la Marsyangdi Khola, au sud par de larges vallées où se trouve notamment la ville de Pokhara et à l'ouest par la vallée de la Gandaki.
Le massif est constitué de plusieurs crêtes le long desquelles sont situés les plus hauts sommets. La principale de ces crêtes, l'Annapurna Himal, rassemble les Annapurna I (8 091 mètres), II (7 937 mètres), III (7 555 mètres), IV (7 525 mètres) et Sud (7 219 mètres), le Bahara Shikhar (7 647 mètres), le Khangsar Kang (7 485 mètres), le Gangapurna (7 454 mètres), le Lamjung Himal (6 983 mètres), le Gandharba Chuli (6 248 mètres) et le Machapuchare (6 993 mètres). Depuis le Khangsar Kang part en direction du nord-ouest une autre crête, la Grand Barrier, qui mène au pic Tilicho (7 134 mètres) d'où elle se sépare en deux, le Nilgiri Himal vers le sud-ouest d'où s'élèvent les Nilgiri Nord (7 062 mètres), Central (6 940 mètres) et Sud (6 839 mètres) et le Muktinath Himal vers le nord jusqu'au Khatug Kang (6 484 mètres) par-delà le col Mesokantu (5 121 mètres).

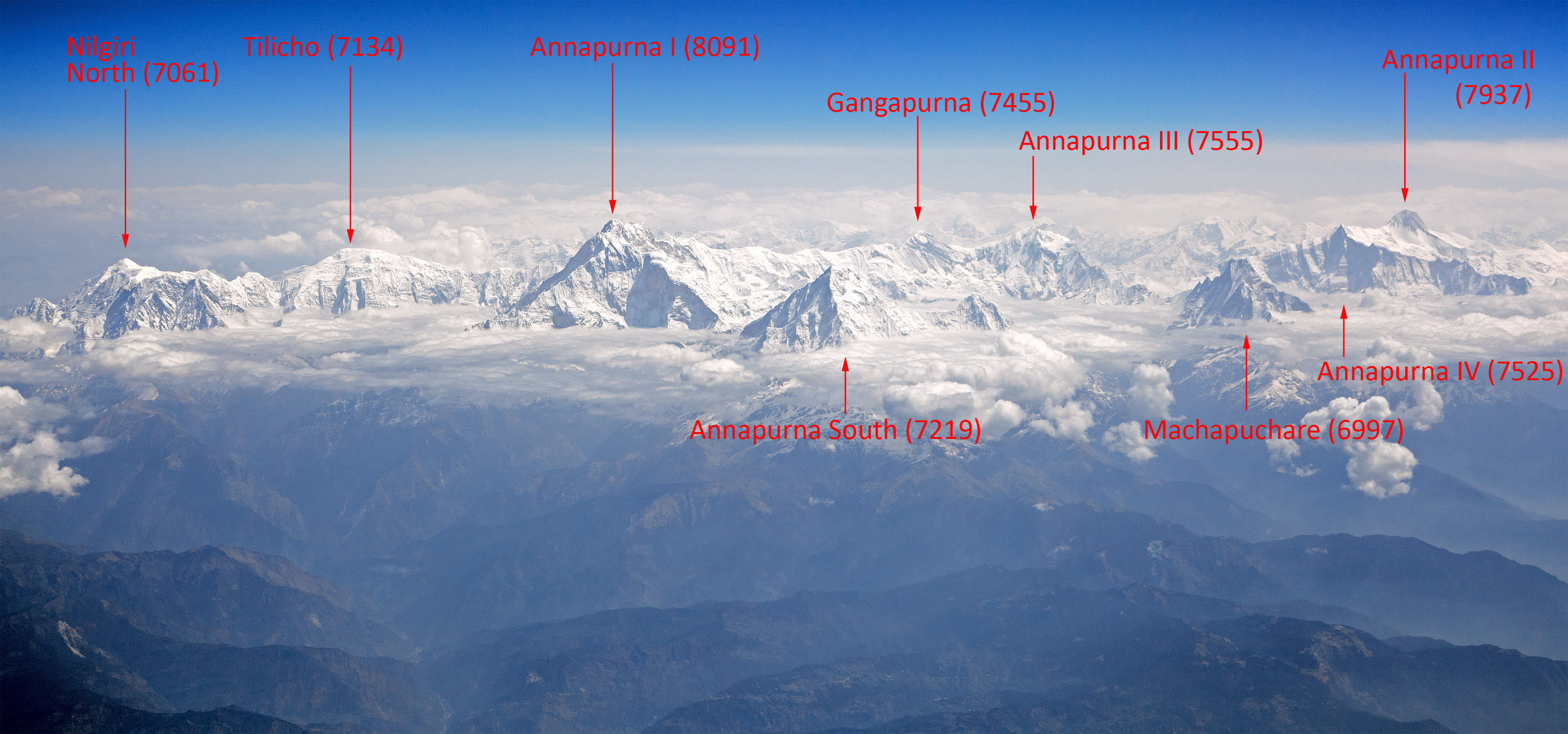
Vue aérienne de l'Annapurna depuis le sud avec les principaux sommets légendés.

## Histoire

### AnnapurnaI
L'Annapurna I culmine à 8 091 mètres. La première ascension de l'Annapurna I a été réussie le 3 juin 1950 par Louis Lachenal et Maurice Herzog. C'est le premier sommet de plus de 8 000 mètres d'altitude à avoir été gravi.

### AnnapurnaII
L’Annapurna II se situe à 7 935 m. Il est le sommet voisin du sommet principal. Il a été gravi par trois voies différentes : l’arête Ouest, qui provient de l’Annapurna IV, en 1960 par Chris Bonington, Dicky Grant et Ang Nyima ; le versant Nord en 1973 par une expédition japonaise ; l’éperon Sud — qui est la voie la plus difficile pour parvenir à ce sommet car les 300 derniers mètres sont rocheux — en 1983 par une expédition australienne.

### AnnapurnaIII
L’Annapurna III se situe à 7 577 m. Il a été gravi pour la première fois en 1961 sur le versant Nord. Ce versant a été gravi en 1976 par John Whittock et Linda Rutland. Cette ascension a nécessité quatorze bivouacs lors d’une ascension en style alpin.

### AnnapurnaIV
L’Annapurna IV se situe à 7 525 m et constitue un sommet estimé relativement facile. Il a été gravi plusieurs fois par la voie originale allemande de 1955 sur l’arête Ouest. L’ascension de 1976 de la face Sud, extrêmement raide et avalancheuse, est due aux Allemands Pitt Schubert et Heinz Baumann lors d'une ascension remarquable. Après treize jours d’ascension en technique alpine, les autres membres de l’expédition, croyant que les deux Allemands étaient morts, sont redescendus et ont abandonné tous les camps d’altitude.

### Gangapurna
Le Gangapurna se situe à 7 455 m. Il a longtemps été confondu avec l'Annapurna III, dont il est séparé par une haute vallée glaciaire. La première ascension a été réussie le 6 mai 1965 par une expédition allemande dirigée par G. Hauser. L'ascension a été répétée en 1970 par une expédition japonaise conduite par Sumi Kiyoshi Shimizu, mais une avalanche a tué huit membres de l'expédition. Au printemps 1974, la troisième ascension a été réalisée par une autre expédition japonaise emmenée par Toshio Moshi.

### Annapurna Sud
L'Annapurna Sud se situe à 7 219 m. Aussi appelé Modi Peak ou Moditse, il a été gravi pour la première fois par l'expédition japonaise de H. Higuchi en 1964. Le 27 octobre 1970, la face nord a été vaincue par Gérard Devouassoux, Maurice Gicquel, Yvon Masino et Georges Payot. L'arête sud-est a été conquise en 1974 par une expédition japonaise.

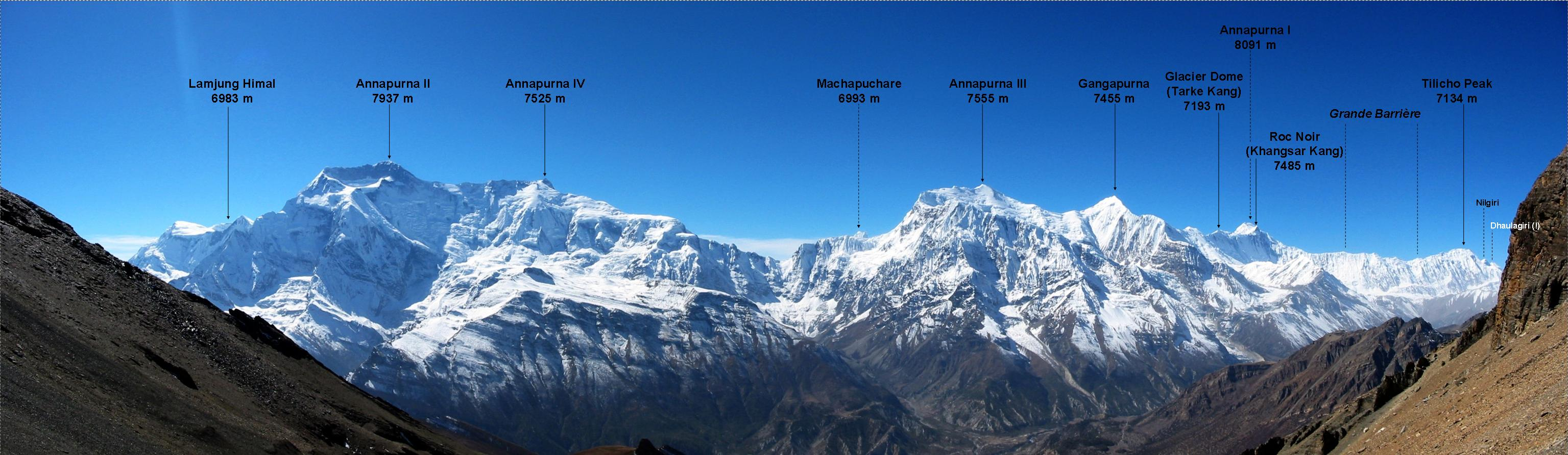
L'Annapurna depuis le nord-est avec les principaux sommets légendés.

## Activités

### Trekking
Ce massif fait l'objet d'un trek réputé et très fréquenté historiquement, sous le nom de tour des Annapurnas, bien que la plupart des trekkeurs n'en fassent généralement que la moitié nord, la plus élevée, de Chame à Jomosom.